# Lumbrineris crosslandi
Lumbrineris crosslandi är en ringmaskart som beskrevs av Perkins 1979. Lumbrineris crosslandi ingår i släktet Lumbrineris och familjen Lumbrineridae. Inga underarter finns listade i Catalogue of Life.